# Abdelhamid Aït Ben Moh
Abdelhamid Aït Ben Moh, surnommé Kikker, né le 17 janvier 1989 à Amsterdam (Pays-Bas), est un criminel néerlandais opérant pour l'organisation Mocro Maffia de Houssine Ait Soussan.
Principal recruteur de tueurs à gages dans le bar Fayrouz Lounge à Amsterdam, il recrute Rida Bennajem, Hicham Marrabou, Nabil Amzieb et Mitchell Janssen pour le poste de tueur à gages.
À la suite des arrestations de Benaouf, de Houssine Ait Soussan et d'Omar Lkhorf, il reprend l'organisation en main et commandite plusieurs assassinats à l'encontre de l'organisation de Gwenette Martha. Le 19 août 2016, il commandite le double assassinat de deux Colombiens dans le Sud de l'Espagne.
Le 23 février 2021, il est arrêté par les forces spéciales néerlandaises à Amsterdam.

## Biographie
Abdelhamid Aït Ben Moh naît à Amsterdam aux Pays-Bas dans une famille marocaine. Il grandit à Amsterdam-West et intègre très jeune le milieu criminel via son cousin Houssine Ait Soussan.

## Carrière criminelle

### Mocro-maffia
Abdelhamid Aït Ben Moh est un pion de l'organisation de Benaouf Adaoui et son cousin Houssine Ait Soussan. Ayant gravié les échelons dans le milieu criminel, il devient scout et recruteur de tueurs à gages au sein de son organisation criminelle qui se réunit régulièrement dans le Fayrouz Lounge à Amsterdam. Introuvable dans les espaces publics d'Amsterdam, Kikker consomme son temps dans la chicha entouré de grands noms de la mafia. Promettant à chaque jeune une énorme somme d'argent en échange de services, il attire chaque mois des dizaines de jeunes amstellodamois prêts à passer à l'action, les invitant à boire un verre dans le Fayrouz Lounge.

#### Assassinat de Rida Bennajem en 2013
Le 16 mars 2013, Rida Bennajem est abattu de plusieurs balles à quelques mètres du restaurant Du Maroc à Amsterdam. Etant la personne qui aurait recruté Rida Bennajem, les autorités néerlandaises suspectent Kikker d'avoir joué un rôle dans l'assassinat de son propre homme, hypothèsement à la suite d'un refus de paiement de ses deux assassinats perpétrées, notamment celle de Redouan Boutaka et de Najeb Bouhbouh. Benaouf aurait ordonné à Kikker de jouer un tour à Rida Bennajem, lui demandant de se rendre au restaurant pour un dîner.
Selon les autorités néerlandaises, une personne nommée H dans le téléphone portable de Rida Bennajem aurait échangé des messages avec Rida Bennajem peu avant sa mort : « Eh, Rida, après le restaurant, on ira à Bruxelles avec Chiep Chiep et Popeye si tu veux ». H aurait promis à Rida Bennajem de recevoir son paiement en mars à la suite de ses deux assassinats perpétrés. Abdelhamid Aït Ben Moh surnommé Hamid Kikker dans le milieu criminel, est soupçonné par les enquêteurs néerlandais d'être H dans le téléphone portable de Rida Bennajem.
Cependant, aucune preuve officielle a permis à la justice néerlandaise de conclure l'affaire Rida Bennajem.

#### Tentative d'assassinat de Chahid Yakhlaf en 2014
Le 1 novembre 2014, il envoie plusieurs tueurs à gages pour abattre Chahid Yakhlaf à Almere, un homme de main travaillant pour le rival Gwenette Martha. Les tueurs à gages ne parviendront pas à abattre la cible, au bord de sa 4x4 aux vitres blindées. La scène est filmée en direct par une caméra de surveillance.
Le 31 décembre 2015, Chahid Yakhlaf est abattu.

#### Tentative d'assassinat de Samir Z. en 2015
Le 1 juillet 2014, Samir Z. et son frère se blessent lors d'une explosion de C4 collé sous leur scooter. Les autorités néerlandaises soupçonnent Kikker d'avoir planifié l'attaque avec comme but de tuer Samir Z.
Le 1 février 2015, Kikker envoie deux tueurs à gages pour abattre Samir Z., originaire d'Amsterdam-West. Une équipe spéciale d'arrestation met un terme à une opération.

#### Tentative d'assassinat deNoffelen 2015
En été de 2015, Naoufal Fassih survit à une fusillade dans un Cappuccino de Berlin. Un commando de criminels d'Amsterdam est envoyé par Kikker en collaboration avec son ami Salim B. vers l'Allemagne pour abattre Naoufal Fassih, ayant eu une bonne relation avec Gwenette Martha. Les trois tireurs sont Tony D., Cedric R. et Djurgen W.
Plusieurs personnes jouent un énorme rôle dans la planification de l'opération. Mimoun B. est l'homme qui a aperçu Naoufal Fassih à Berlin. Il prend en photo Naoufal Fassih au bord d'une Mercedes classe S avec une plaque d'immatriculation allemande.
Des messages PGP décryptés entre Kikker révèlent : "Il faut absolument l'abattre. Si une personne de son entourage meurt, c'est un bonus. Si une personne est touchée et qu'elle n'a rien avoir, c'est dommage pour elle. Noffel doit absolument mourir.". Les messages révèlent également la prime d'un million d'euros qui était placée sur la tête de Naoufal Fassih. Omar Lkhorf, un autre criminel membre de l'organisation, est également motivé à mettre un terme à la vie de Naoufal Fassih qui selon lui "est l'homme qui a préparé l'assassinat de mon frère en 2012".
Tony D. et Cedric R. se rendent à Berlin avec le train et prennent ensuite le taxi direction un hôtel où ils rencontrent Salim B. le 22 août 2015, l'homme aux instructions. Salim B. veut que le passager sort du véhicule pour bien viser la tête de Naoufal Fassih et que le conducteur tire également. "Si t'arrives à le toucher avec une balle, approche toi et tire en raffale sur sa tête. Il doit absolument mourir".
Les autorités néerlandaises parviennent à récolter ces informations grâce à une autre affaire, notamment celle de l'assassinat de Djordy Latumahina à Amsterdam en 2016. Les tireurs sont les mêmes.

#### Double assassinat en Espagne en 2016
- Le 19 août 2016, Abdelhamid Kikker, Hicham Marrabou et Mitchell Janssens se rendent à Miljas dans la Costa del Sol et assassinent A.P.C., un Colombien âgé de 46 ans[4]. La Guardia Civil retrouvent sept balles dans le corps du Colombien[5]. La copine de l'homme assassiné, présente sur le moment des faits, décède quelques heures plus tard à l'hôpital[6].

À la suite de cet assassinat, le 17 décembre 2016, soit quatre mois plus tard, Mitchell Janssens est assassiné à Medellin en Colombie.

#### Kidnapping de Naima Jillal en 2019
Naima Jillal, âgée de 52 ans et surnommée Tante, est kidnappée le 20 octobre 2019 à Amsterdam aux Pays-Bas. Elle est l'épouse et le bras droit actuel de Mustapha El Fechtali qui se trouvait derrière les barreaux au Maroc au moment de l'incident. Domiciliée à Marbella en Espagne, son appartement est retrouvé saccagé par la Guardia Civil. Les autorités néerlandaises estiment Naima Jillal morte assassinée et enterrée dans un endroit inconnu.
Le 9 juin 2020, Naima Jillal est déclarée morte par les autorités néerlandaises à la suite de la circulation de nombreuses photos dans le milieu criminel.

## Arrestation, enquêtes et procès
- Le 5 septembre 2018, Abdelhamid Kikker parvient à prendre la fuite lors d'une énorme opération de la Guardia Civil à Malaga. Son collègue Hicham Marrabou et un autre homme de nationalité norvégienne sont arrêtés[13]. Le trio aurait été derrière le double assassinat d'un couple colombien.

- Le 23 février 2021, Abdelhamid Kikker est arrêté à Amsterdam.

### Ouvrages
Cette bibliographie est indicative.
Cette bibliographie est indicative.
 : document utilisé comme source pour la rédaction de cet article.
- (nl) Wouter Laumans et Marijn Schrijver, Mocro Maffia, Lebowskipublishers, 2015 (ISBN 9789048828036)
- (nl) Wouter Laumans et Marijn Schrijver, Wraak, Amsterdam, Lebowski, 2019, 224 p. (ISBN 9789048836215)

### Documentaires et reportages
- [vidéo] Joost Karreman, Slachtoffer schietpartij had eigenlijk Nederlands-Marokkaanse clubeigenaar moeten zijn, NPO, 2017
- [vidéo] تفاصيل توقيف شقيقين متهمين في جريمة مقهى "لاكريم" بمراكش, Medi 1 TV, 2018
- Documentaire De Jacht op de Mocro-Maffia, épisode 3, Videoland, 2020